# Roman Ratuschnyj
Roman Tarassowytsch Ratuschnyj (ukrainisch Роман Тарасович Ратушний; * 5. Juli 1997 in Kiew; ⚔ am 9. Juni 2022 im Rajon Isjum) war ein ukrainischer politischer Aktivist und Soldat.
Ratuschnyj erlangte durch seine Teilnahme am Euromaidan überregionale Bekanntheit in der Ukraine; er war dort als 16-Jähriger ein Demonstrant der ersten Stunde. In den Folgejahren engagierte er sich politisch, unter anderem für die Erhaltung der Protassiw-Schlucht in Kiew.
Nach Beginn der russischen Invasion der Ukraine im Februar 2022 trat Ratuschnyj der 93. mechanisierten Brigade der ukrainischen Streitkräfte bei. Er starb bei Gefechten in der Nähe der Stadt Isjum.

## Leben und Wirken
Roman Ratuschnyj wurde am 5. Juli 1997 als Kind von Switlana Powaljajewa (Schriftstellerin) und Taras Ratuschnyj (ehemaliger Aktivist der Bewegung „Save Old Kyiv“) in Kiew geboren.
Im Jahr 2012 trat er in ein in Kiew ansässiges Privatcollege der Finanz- und Rechtswissenschaften ein und machte dort einen Abschluss in Rechtswissenschaften.
Im Jahr 2013 nahm Ratuschnyj als einer der Ersten am Euromaidan teil und erlebte mit anderen Studenten in der Nacht des 30. November 2013 die gewaltsame Auflösung der Demonstrationen.
Im Jahr 2018 leitete er die Initiative „Let’s protect Protasiv Yar“ und im Folgejahr die gleichnamige registrierte Organisation. Die Initiative zielt darauf ab, die Grünzone um die Protassiw-Schlucht im Zentrum von Kiew zu erhalten und eine von der Daytona Group LLC geplante Bebauung zu verhindern. Der Konflikt zwischen Anwohnern und dem Bauträger eskalierte Anfang Mai 2019, als der Bauträger einen Zaun errichtete und der örtlichen Gemeinde den Bau von drei 40-stöckigen Gebäuden am Hang ankündigte. Schließlich erließ die staatliche Architektur- und Bauinspektion eine Anordnung, die es dem Unternehmen untersagte, den Bau in der Grünzone fortzusetzen. Im Juni 2020 gab der Kiewer Stadtrat dem 3,15 Hektar großen Grundstück in Protassiw Jar den Status einer Grünfläche zurück.
Im Oktober 2019 machte Ratuschnyj bekannt, dass ihm körperliche Gewalt angedroht worden sei, und veröffentlichte Aufzeichnungen einschlägiger Dialoge mit dem stellvertretenden Leiter des Präsidialamts Andrij Smirnow und später mit dem ukrainischen Geschäftsmann und Politiker Hennadij Korban. Ratuschnyj appellierte deswegen an den Präsidenten der Ukraine Wolodymyr Selenskyj sowie an den Generalstaatsanwalt Ruslan Rjaboschapka; ein Strafverfahren wurde jedoch nicht eröffnet. Die Drohungen gegen Ratuschnyj wurden nicht untersucht. Eine Zeit lang versteckte er sich, weil er um sein Leben fürchtete.
Bei den Kommunalwahlen 2020 kandidierte er für den Kiewer Stadtrat und trat dort für die Partei UDAR von Vitali Klitschko an, ohne jedoch Parteimitglied zu sein.
Ratuschnyj nahm an Kundgebungen zur Unterstützung des inhaftierten Odessaer Aktivisten Serhij Sternenko teil. Nach einer weiteren Aktion, die dem Geburtstag von Sternenko gewidmet war, wurde Ratuschnyj durch eine Entscheidung des Bezirksgerichts Petschersk unter 24-Stunden-Hausarrest gestellt. Ratuschnyj wurde des „Rowdytums“ verdächtigt. Als Beweis legte die Staatsanwaltschaft ein Foto vor, auf dem Ratuschnyj angeblich von Zeugen erkannt worden sei. Das Foto zeigte weiße Punkte vor einem schwarzen Hintergrund. Daraufhin wurde der Fall in den sozialen Netzwerken als „Fall Kasimir Malewitsch“ bezeichnet, in Anlehnung an das berühmteste Gemälde des Künstlers, Das Schwarze Quadrat.
Nach dem russischen Überfall auf die Ukraine 2022 wurde Ratuschnyj Freiwilliger in den Reihen der Verteidigungskräfte der Ukraine und gründete eine Einheit namens „Protassiw Jar“. Er verteidigte zunächst Kiew und beteiligte sich anschließend an der Evakuierung von Siedlungen in der Region Sumy. Ab Anfang April kämpfte Ratuschnyj in der Oblast Charkiw, insbesondere im Rajon Isjum, im Aufklärungszug des 2. motorisierten Infanteriebataillons der 93. mechanisierten Brigade des Ukrainischen Heeres. Ratuschnyj wurde nach Angaben der ukrainischen Streitkräfte in einem Gefecht bei Isjum am 9. Juni 2022 getötet.
Die kirchliche Begräbnisfeier fand am 18. Juni 2022 im St.-Michaelskloster in Kiew statt. Es folgte eine Verabschiedung auf dem Majdan Nesaleschnosti. Roman Ratuschnyj wurde auf dem Baikowe-Friedhof beerdigt.